# کامپتیا
انجمن یا اتحادیه صنعت فناوری رایانه ای (به انگلیسی: Computing Technology Industry Association) (اختصاری CompTIA) یک مجمع بازرگانی ناسودبر می‌باشد. بعدها برای آنکه سهم رو به گسترش این مجمع در تجارت صنعتی کشور آمریکا بهتر معنا پیدا کند، به نام کنونی تغییر نام داده شد. پس از گسترش فزاینده علوم رایانه‌ای در دهه ۱۹۹۰، کامپتیا نیز برای دربرگیری نیازهای رو به گسترش تجارت، فعالیت‌های خود را در زمینه‌های گوناگون افزایش داد. این مجمع همچنین در زمینه فناوری اطلاعات اقدام به ارائه گواهی نامه حرفه‌ای نیز می‌نماید. کامپتیا مدیریت آغازگران گزینش نرم‌افزاری را نیز بر عهده دارد.

## دوره‌های آموزشی کنونی

### +A
A+ (ای پلاس) یک گواهینامه ابتدایی رایانه برای تکنسین‌های خدمات رایانه‌ای است. این آزمون برای تأیید صلاحیت متخصصان خدمات رایانه‌ای سطح مقدماتی  طراحی شده تا بتوانند رایانه‌های شخصی را نصب، نگهداری و شخصی‌سازی کنند.

### +Network

نشان واره نتورک پلاس که به جهت گواهی نامه‌های دوره‌ای، فروشگاه‌های تعمیرات رایانه‌ای، قراردادها و شگردگرها مورد استفاده واقع می‌شود.

نتورک پلاس گواهی نامه ایست که مهارت فرد را به عنوان یک شگردگر در امور شبکه همچون آشنایی با نرم‌افزار و سخت‌افزار شبکه، نصب و راه اندازی شبکه و نگه داری، شناسایی و عیب‌زدایی شبکه مورد سنجش قرار می‌دهد. این آزمون نخست در ۱۹۹۹ ارائه شد و سپس در سال‌های ۲۰۰۲، ۲۰۰۵، ۲۰۰۹ و ۲۰۱۲ ویرایش‌های به روز آن نیز ارائه شد. از جمله مباحث مورد سنجش در این آزمون می‌توان به سخت‌افزار و نرم‌افزار شبکه، ارتباطات، مدل اُ اِس آی، شبکه محلی و شبکه گسترده اشاره کرد. کامپتیا به متقاضیان پیشنهاد می‌کند که نخست دوره اِی پلاس (A+) را همراه با ۹ ماه تجربه کار در زمینه شبکه گذرانده و سپس اقدام به شرکت در این آزمون نمایند. البته این امر الزامی نمی‌باشد. دوره نتورک پلاس در واقع یک دوره مقدماتی است برای مهندسی مایکروسافت و مهندسی سیسکو.
درواقع، نتورک پلاس را می‌توان به عنوان مقدماتی‌ترین دوره شبکه معرفی کرد.

### +Security
سکیوریتی پلاس گواهی نامه‌ای است در زمینه امنیت رایانه‌ای که با موضوعاتی همچون، رمزنگاری، کنترل دسترسی و نیز موضوعات مربوط به کسب و کار همچون بازیابی پس از فاجعه و مدیریت ریسک سر و کار دارد. این گواهی نامه در سال ۲۰۰۲ ایجاد شد تا به دغدغه‌های امنیتی بپردازد. نسخه روز آمد شده آن یعنی SY0-301 در سال ۲۰۱۱ میلادی روانه بازار شد. بنا به گفته کامتیا، ۴۵۰۰۰ نفر در سراسر دنیا موفق به دریافت این گواهینامه شده‌اند. توصیه می‌شود که داوطلبان تجربه دو سال کار امنیتی داشته باشند؛ گرچه این الزامی نیست. داوطلبان باید در یک امتحان چند گزینه‌ای با ۷۵ سؤال قبول شوند.
امتحان شامل موضوعات امنیت شبکه، مقررات امنیت عملیاتی، تهدیدها و آسیب‌پذیری (رایانه)، امنیت برنامه‌نویسی، امنیت میزبان (شبکه)، امنیت داده، کنترل دسترسی، مدیریت هویت و نیز رمزنگاری می‌باشد.
امتحان سکیوریتی پلاس، می‌تواند به عنوان واحد اختیاری برای مهندسی مایکروسافت (امنیت) مورد استفاده قرار گیرد. وزارت دفاع ایالات متحده آمریکا گواهینامه سکیوریتی پلاس را به همراه GSEC ،SSCP و SCNP در آئین‌نامه DoDD 8570 سطح دو IAT به رسمیت می‌شناسد.

## دوره‌های آموزشیی که دیگر برگزار نمی‌شوند

### +e-Bizz
گواهی نامه ای-بیز پلاس دانش ابتدایی فرد در رابطه با تجارت الکترونیک را نشان می‌دهد. آزمون این دوره به زبان انگلیسی از سال ۲۰۰۵ تعطیل شد اما به زبان‌های کره‌ای و ژاپنی همچنان ادامه دارد.

### +HTI
گواهی نامه اِیچ تی آی پلاس که در رابطه با ادغام فناوری با زندگی روزمره در خانه بود، در سال ۲۰۰۷ تعطیل شده و به جای آن گواهی نامه سی ای اِی-کامپتیا دی اِیچ تی آی پلاس به وجود آمد.

### +Convergence
گواهی نامه کانوِرجِنس پلاس که تا سال ۲۰۱۰ همچنان قابل اخذ بود، اکنون با سی تی پی پلاس جایگزین شده‌است.